# پارک ملی داریان
پارک ملی داریان (به اسپانیایی: Parque nacional Darién) یک پارک ملی و میراث جهانی در پاناما است که در استان دارین واقع شده‌است.